# Рюдзодзи Акиканэ
Рюдзодзи Акиканэ (яп. 龍造寺 鑑兼, 1542 — 1607) — самурай периодов Сэнгоку и Эдо, вассал рода Рюдзодзи.

## Биография
Родился в 1542 году как второй сын Рюдзодзи Иэкадо. Первый иероглиф своего имени он получил от даймё Отомо Ёсиаки, а второй от своего деда Рюдзодзи Иэканэ.
В сентябре 1551 года Акиканэ поддержала группа, выступавшая против передачи главенства Рюдзодзи Таканобу, правнука Иэканэ, в которую входили: Цутибаси Хидэмасу, Такаги Акифуса, Баба Акитика, Яэ Мунэтэру, Кумасиро Кацутоси и Ода Масамицу. Они смогли изгнать Таканобу из своего замка, но в июле 1553 года Таканобу при поддержке рода Камати отбил свою резиденцию и изгнал противоборствующие силы, включая Акиканэ.
Однако во время этих событий Акиканэ был лишь марионеткой, поэтому позже он был прощён за свои преступления и поступил на службу к Таканобу.
В 1607 году Рюдзодзи Акиканэ умер. Его потомки впоследствии процветали как семья Исахая.